# حقول الفراولة (فلم 2006)

حقول الفراولة هو فيلم وثائقي لعام 2006؛ للمخرجة الإسرائيلية أييليت هيلر حول المصاعب؛ التي يواجهها مزارعو الفراولة الفلسطينيين في غزة، الذين يجدون صعوبة في كسب عيشهم بسبب الصراع بين إسرائيل وغزة.

## الحبكة
تُشيرحقول الفراولة إلى أن الفراولة المزروعة في غزة هي المنتج الزراعي الوحيد؛ الذي يتم تسويقه دوليًا على أنه من أصل فلسطيني. تقع إحدى مزارع الفراولة الرئيسية في غزة في بيت لاهيا. يتم تصدير أكثر من 1500 طن من الفراولة من غزة إلى أوروبا عبر شركة أجركسكو الإسرائيلية. ومن أجل السفر إلى الخارج، بينما يجب أن تمر الثمار عبر الحاجز الذي يفصل بين إسرائيل وغزة. تزامن موسم نمو 2005–2006 مع فك ارتباط إسرائيل بغزة وصعود حماس ككيان سياسي حاكم. أدى النزاع المُسلح بين إسرائيل وحماس إلى إغلاق الحاجز الحدودي. لا يمكن للفراولة المزروعة في بيت لاهيا مغادرة غزة، مسبباً خسائر كبيرة للمزارعين وشركائهم في شركة أجركسكو. وبسبب عدم قدرتهم على نقل محاصيلهم، ليس أمام المزارعين خيار سوى التخلص من محصولهم والاستعداد لموسم الزراعة في العام التالي.

## الإنتاج
صرحت أييليت هيلر بأنها تريد أن يُنظر إلى حقول الفراولة على أنها فيلم وثائقي يغطي الجانب الإنساني للصراع الفلسطيني الإسرائيلي، وليس العناصر السياسية. وقالت في مقابلة مع وكالة فرانس برس "أردت أن أصور فيلما عن الفراولة والأمل والعلاقات بين الإسرائيليين والفلسطينيين"، مضيفة أن العديد من الإسرائيليين لديهم تصورات خاطئة جادة عن غزة. "بالنسبة لهم، غزة هي أخطر مكان في العالم. لكن في الفيلم، قابلني أناس طيبون، يلقون النكات".
كما صرحت هيلر؛ أنها لم تخبر عائلتها وأصدقائها بأنها تعمل في غزة، لحمايتهم من القلق على سلامتها وأمنها.

## روابط خارجية
- Sadot Adumim  في قاعدة بيانات الأفلام على الإنترنت (بالإنجليزية)
- Strawberry Fields على موقع أول موفي.